# تامی توها
تامی توها (به انگلیسی: Tomi Tuuha) ژیمناست زادهٔ ۲۸ نوامبر ۱۹۸۹ میلادی اهل کشور فنلاند است.